# 河下镇
河下镇，是中华人民共和国江西省新余市渝水区下辖的一个行政建制镇。

## 行政区划
河下镇下辖以下地区：
河下社区、河下村、礼泉村、礼珠村、平川村、浒溪村、划江村、江口村、龙伏村、垱头村、洋田村、白米村和花园村。